# Tarevo
Tarevo je naseljeno mjesto u sastavu općine Kladanj, Federacija Bosne i Hercegovine, BiH.

## Geografski položaj
Tarevo je najveće selo u općini Kladanj. Nalazi se na sjeveru općine, na obroncima planine Konjuh, pored magistralnog puta Tuzla - Sarajevo. Graniči s općinama Banovići i Živinice. Mjesto danas ima preko 1500 stanovnika.

## Povijest
Tarevo ima dugu tradiciju o čemu svjedoči stara džamija koja je izgrađena prije nekoliko stotina godina i ubraja se među najstarije džamije u Bosni i Hercegovini.
Obiluje izvorima pitke i izrazito kvalitetne vode, dugogodišnjim šumama, šumskim plodovima i lovnom divljači.

## Stanovništvo
| Tarevo             |                |                |              |
| godina popisa      | 1991.          | 1981.          | 1971.        |
| Muslimani          | 1.043 (99,90%) | 1.147 (97,61%) | 953 (99,47%) |
| Srbi               | 0              | 0              | 1 (0,10%)    |
| Hrvati             | 0              | 0              | 0            |
| Jugoslaveni        | 0              | 26 (2,21%)     | 3 (0,31%)    |
| ostali i nepoznato | 1 (0,09%)      | 2 (0,17%)      | 1 (0,10%)    |
| ukupno             | 1.044          | 1.175          | 958          |

## Šport
Održava se Malonogometni turnir "Dan šehida Tarevo".